# 업 레코드
업 레코드(Up Records)는 1994년 크리스 타키노, 리치 젠슨이 설립한 시애틀의 인디 음반사이다. 출신 음악가로는 764-히어로, 빌트 투 스필, 모디스트 마우스, 콰시(Quasi), 태드(Tad) 등이 있다.